# 13 Егерія
13 Егерія — великий астероїд головного поясу. Його відкрив Аннібале де Гаспаріс 2 листопада 1850 року. Назву астероїду запропонував Урбен Левер’є, чиї обчислення привели до відкриття Нептуна, на честь міфологічної німфи Егерії, дружини другого царя Риму Нуми Помпілія.
8 січня 1992 року постерігалося покриття зорі Егерією, що допомогло визначити її форму. Диск астероїда виявився досить круглим (217×196 км). 22 січня 2008 року астероїд покрив ще одну зорю, і це покриття було зафіксовано декількома спостерігачами в Нью-Мексико та Аризоні в межах IOTA Asteroid Occultation Program. Результат показав, що Егерія має приблизно круглий профіль 214,8×192 км, що цілком узгоджується з покриттям 1992 року. Астероїд також досліджувався за допомогою радара.
У 1988 році за допомогою телескопа UH88 в обсерваторії Мауна-Кеа було проведено пошук супутників або пилу, що обертаються навколо Егерії, але нічого не було виявлено.
Астероїд належить до типу G. Спектральний аналіз Егерії показує, що вона має надзвичайно високий вміст води, 10,5–11,5% води за масою. Це робить Егерію кандидатом для майбутнього використання для видобутку води.

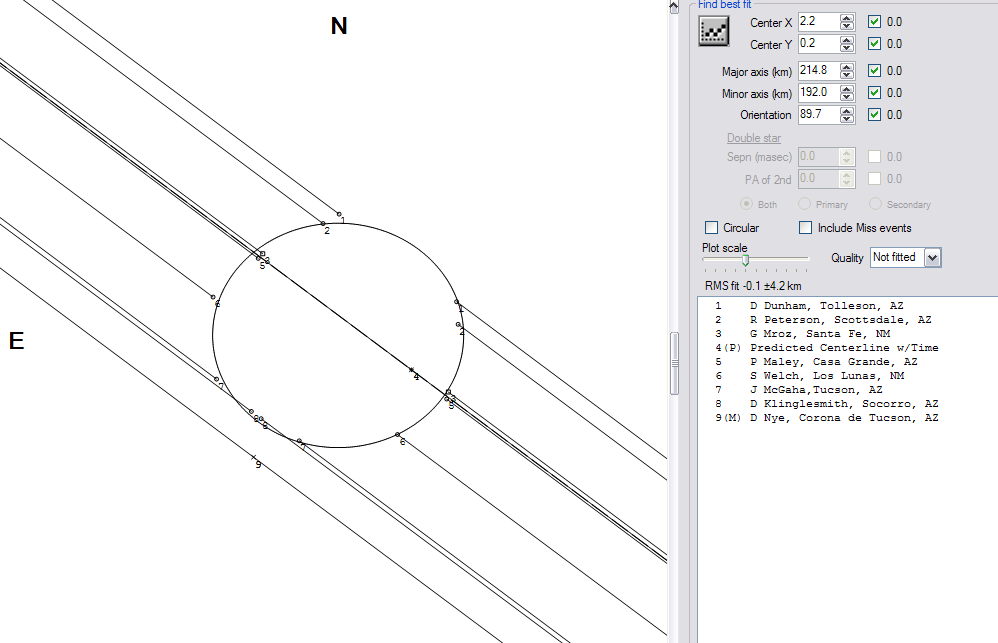
Форма тіні Егерії, отримана під час покриття зорі 2008 року

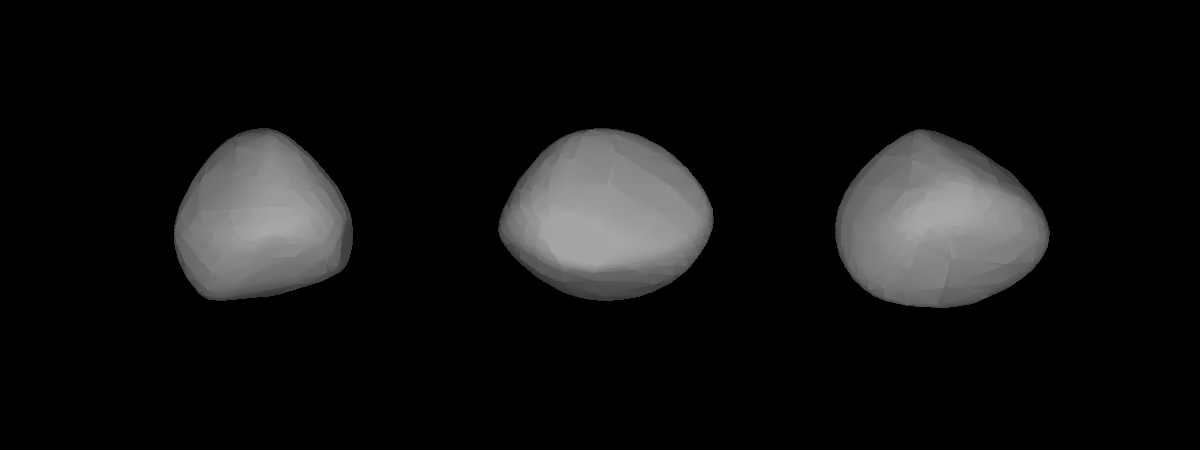
Форма Егерії, реконструйована за її кривою блиску